# 施氏八色鸫
施氏八色鸫（学名：Hydrornis schneideri），是八色鸫科蓝八色鸫属的一种，为印度尼西亚的特有种。全球活动范围约为66,100平方千米。该物种的保护状况被评为易危。
施氏八色鸫的栖息地为亚热带或热带的湿润山地林。